# یانینو
یانینو (به لاتین: Yanino) یک منطقهٔ مسکونی در بلغارستان است که در شهرستان کیرکوفو واقع شده‌است. یانینو ۳۴ نفر جمعیت دارد.